# 함양옹주
함양옹주(咸陽翁主, 생몰년 미상)는 조선 제2대 정종(定宗)의 장녀이자 서장녀이며, 생모는 숙의 지씨(淑儀 池氏)이다. 지돈녕(知敦寧) 박갱(朴賡)과 혼인하여 1남을 얻었다. 세종 때 함양군주(咸陽君主)에 책봉 되었고, 고종 때 옹주로 개봉되었다.

## 가족 관계
친정 전주 이씨(全州 李氏) 
- 조부 : 제1대 태조대왕(太祖大王, 1335 ~ 1408, 재위: 1392 ~ 1398)
- 조모 : 신의왕후 안변 한씨(神懿王后 安邊 韓氏, 1337 ~ 1391)
  - 아버지 : 제2대 정종대왕(定宗大王, 1357 ~ 1419, 재위: 1398 ~ 1400)
- 외조부 : 문하찬성사 지윤(門下贊成事 池奫, 1321? ~1377)
- 외조모 : 순흥 안씨(順興 安氏)
  - 이모 겸 백모 : 삼한국대부인 충주 지씨(三韓國大夫人 忠州 池氏)
  - 이모부 겸 백부 : 진안대군 이방우(鎭安大君 李芳雨, 1354 ~ 1393)
  - 이모겸 서모 : 성빈 충주 지씨(誠嬪 忠州 池氏, 생몰년 미상)
    - 이종사촌 겸 이복오빠 : 덕천군 후생(德泉君 厚生, 1397 ~ 1465)
    - 이종사촌 겸 이복오빠 : 도평군 말생(桃平君 末生, 1402 ~ 1439)

  - 어머니 : 숙의 충주 지씨(淑儀 忠州 池氏, 생몰년 미상)
    - 오빠 : 의평군 원생(義平君 元生, ? ~ 1461)
    - 오빠 : 선성군 무생(宣城君 茂生, 생몰년 미상)
    - 오빠 : 임성군 호생(任城君 好生, 생몰년 미상)

 시가 밀양 박씨(密陽 朴氏) 
- 시아버지 : 문하시중 개국공신 박득중(門下侍中 開國功臣 朴得中, 생몰년 미상)
- 시어머니 : 국부인 함양 박씨(國夫人 咸陽 朴氏)
- 시어머니 : 지후 유계고(祗侯 柳繼高)의 딸 국부인 문화 유씨(國夫人 文化 柳氏)
  - 부마 : 지돈녕부사 밀령위 박갱(知敦寧府事 密寧尉 朴賡, ? ~ 1427)
    - 장남 : 함길도관찰사 박서창(咸吉道觀察使 朴徐昌)
    - 며느리 : 훈련원 부사 하효명(河孝明)의 딸 정경부인 진양 하씨(貞敬夫人 晋陽 河氏)
      - 손자 : 박집(朴緝)
      - 손자 : 박경(朴經)
      - 손자 : 박위(朴緯)
      - 손자 : 박유(朴維, 1449 ~ ?)
      - 손자 : 박찬(朴纘)
      - 손녀 : 흥양 이씨 지평(持平) 이걸(李傑)의 처

    - (첩)며느리 : 미상 
      - 서손자 : 박뉴(朴紐)

## 관련인물
- 하연
- 하효명

## 참고 문헌
- 선원계보기략(璿源系譜紀略,1681~1931년)